# Fondamente
Fondamente est une commune française située dans le département de l'Aveyron, en région Occitanie.
Le patrimoine architectural de la commune comprend un immeuble protégé au titre des monuments historiques : le Vieux Pont, inscrit en 1969.

## Géographie

### Localisation
Fondamente est traversée par la Sorgues. La commune comprend le village de Saint-Maurice-de-Sorgues ainsi que le village de Montpaon.

### Communes limitrophes
Les communes limitrophes sont  Ceilhes-et-Rocozels, Cornus, Le Clapier, Marnhagues-et-Latour, Montagnol, Roqueredonde et Saint-Beaulize.
|                      | Saint-Beaulize                |            |
| Marnhagues-et-Latour | Fondamente                    | Cornus     |
| Montagnol            | Ceilhes-et-Rocozels (Hérault) | Le Clapier |

### Voies de communication et transports

#### Transports
Fondamente est desservie à Montpaon par des trains TER Occitanie qui effectuent des missions entre les gares : de Béziers et Neussargues ou Saint-Chély-d'Apcher ou Millau.

### Hydrographie

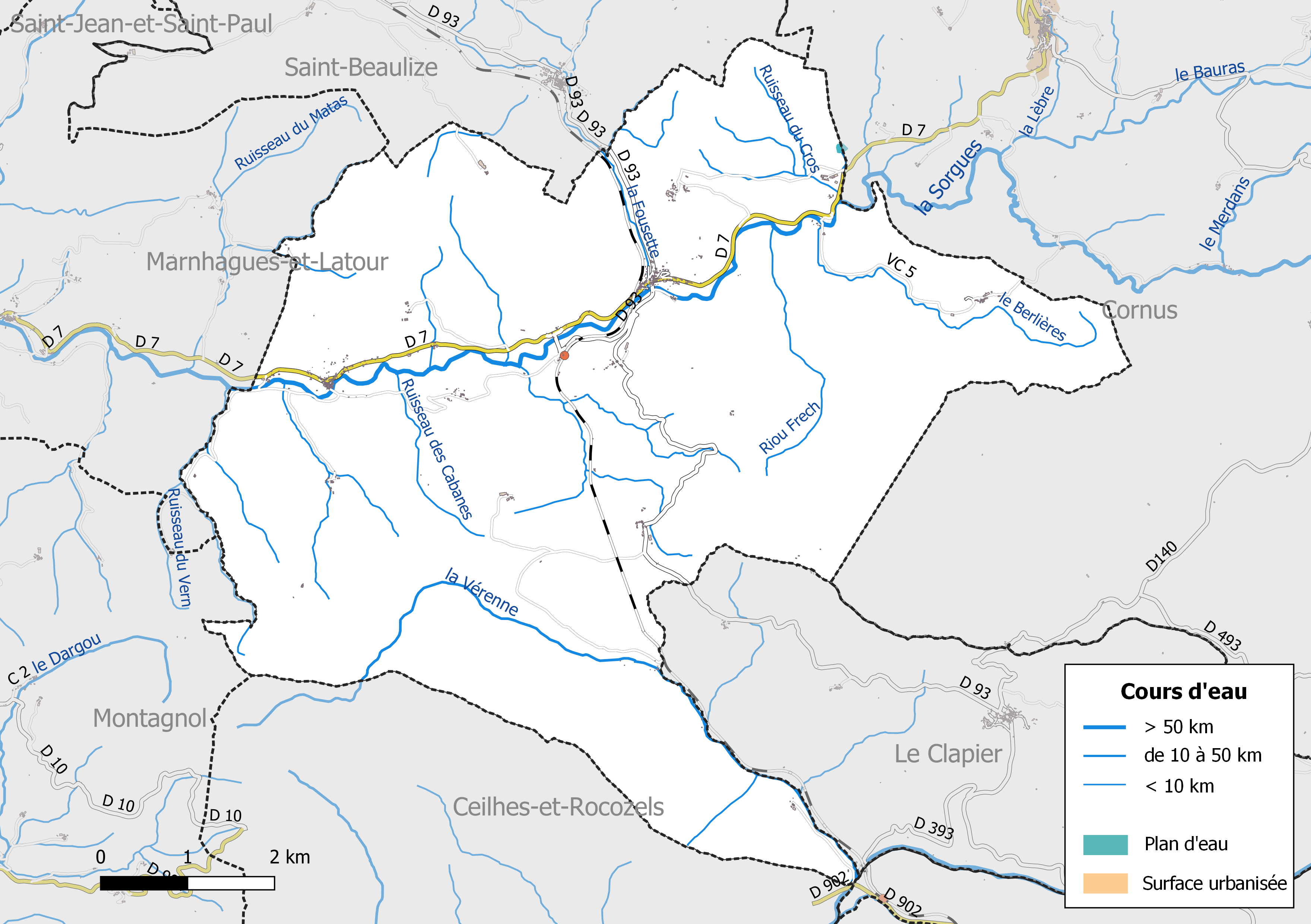
Réseaux hydrographique et routier de Fondamente.

La commune est drainée par l'Orb, la Sorgues, la Verenne, la Fousette, le Berlières, le riou Frech, le ruisseau de bourbal, le ruisseau de Bretou, le ruisseau de Canabols, le ruisseau de l'Esquine d'Aze, le ruisseau de Mas Calvi, par divers petits cours d'eau.
L'Orb, d'une longueur totale de 135,4 km, prend sa source dans la commune de Cornus et se jette  dans la Mer Méditerranée à, après avoir arrosé 33 communes.
La Sorgues, d'une longueur totale de 46,4 km, prend sa source dans la commune de Cornus et se jette  dans le Dourdou de Camarès à Vabres-l'Abbaye, après avoir arrosé 7 communes.

### Climat
Pour des articles plus généraux, voir Climat de l'Occitanie et Climat de l'Aveyron.
En 2010, le climat de la commune est de type climat des marges montargnardes, selon une étude s'appuyant sur une série de données couvrant la période 1971-2000. En 2020, Météo-France publie une typologie des climats de la France métropolitaine dans laquelle la commune est dans une zone de transition entre le climat de montagne et le climat méditerranéen et est dans la région climatique Sud-est du Massif Central, caractérisée par une pluviométrie annuelle de 1 000 à 1 500 mm, minimale en été, maximale en automne.
Pour la période 1971-2000, la température annuelle moyenne est de 11,4 °C, avec une amplitude thermique annuelle de 15,7 °C. Le cumul annuel moyen de précipitations est de 1 104 mm, avec 10,1 jours de précipitations en janvier et 4,2 jours en juillet. Pour la période 1991-2020, la température moyenne annuelle observée sur la station météorologique la plus proche, située sur la commune de Cornus à 5 km à vol d'oiseau, est de 10,1 °C et le cumul annuel moyen de précipitations est de 1 007,4 mm,. Pour l'avenir, les paramètres climatiques de la commune estimés pour 2050 selon différents scénarios d'émission de gaz à effet de serre sont consultables sur un site dédié publié par Météo-France en novembre 2022.

### Milieux naturels et biodiversité

#### Espaces protégés
La protection réglementaire est le mode d’intervention le plus fort pour préserver des espaces naturels remarquables et leur biodiversité associée.
Dans ce cadre, la commune fait partie d'un espace protégé, le Parc naturel régional des Grands Causses, créé en 1995 et d'une superficie de 327 937 ha, s'étend sur 97 communes. Ce territoire rural habité, reconnu au niveau national pour sa forte valeur patrimoniale et paysagère, s’organise autour d’un projet concerté de développement durable, fondé sur la protection et la valorisation de son patrimoine,,.

#### Sites Natura 2000

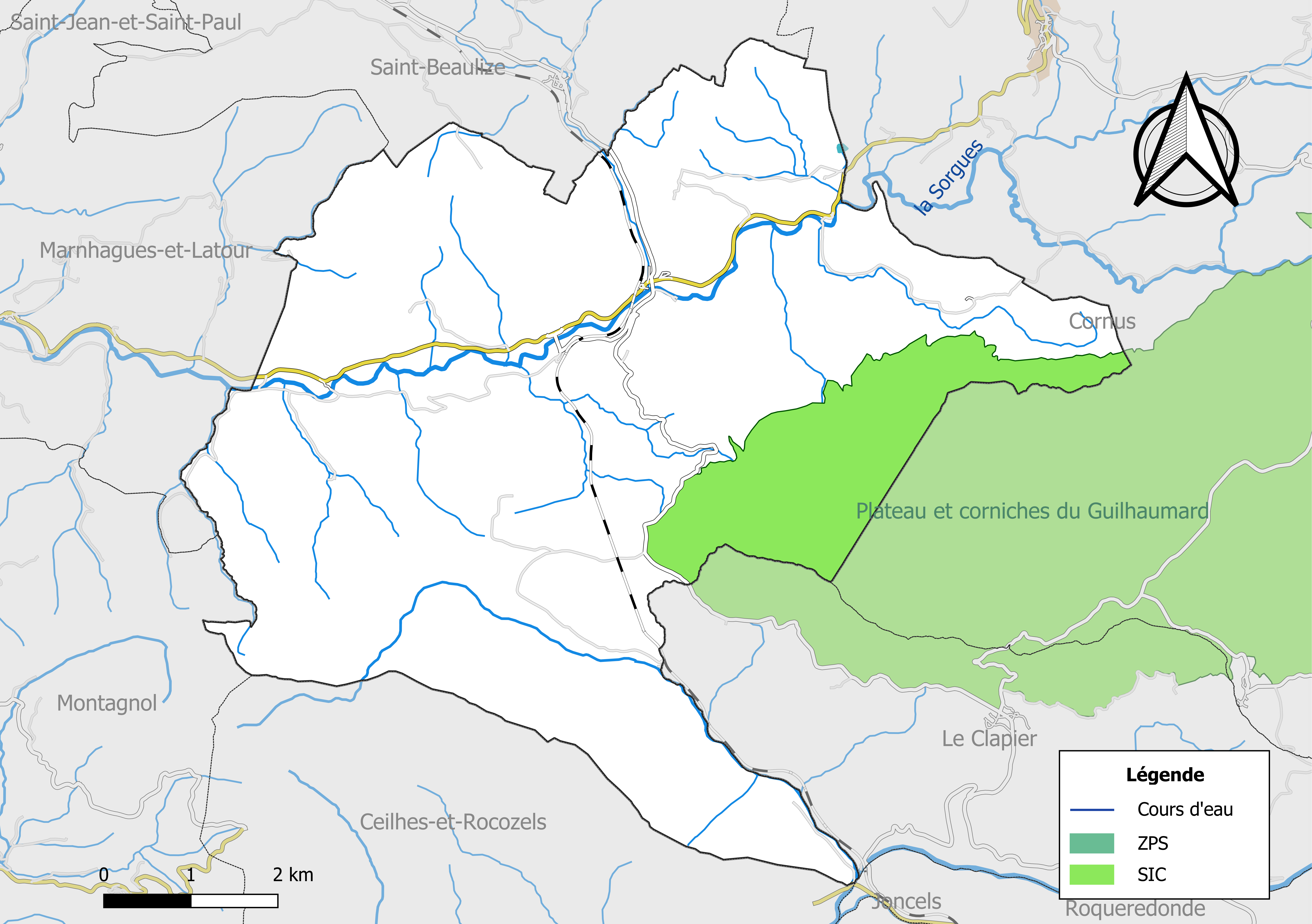
Sites Natura 2000 sur le territoire communal.

Le réseau Natura 2000 est un réseau écologique européen de sites naturels d’intérêt écologique élaboré à partir des Directives « Habitats » et « Oiseaux ». Ce réseau est constitué de Zones spéciales de conservation (ZSC) et de Zones de protection spéciale (ZPS). Dans les zones de ce réseau, les États Membres s'engagent à maintenir dans un état de conservation favorable les types d'habitats et d'espèces concernés, par le biais de mesures réglementaires, administratives ou contractuelles.
Un site Natura 2000 a été défini sur la commune au titre de la « directive Habitats » : 
Le « Plateau et corniches du Guilhaumard », d'une superficie de 3 744 ha, est un plateau calcaire et dolomitique avec falaises et escarpements rocheux. Ce site présente également de nombreuses grottes et avens (Mas Raynal, Mas Estrech, etc.).

#### Zones naturelles d'intérêt écologique, faunistique et floristique
L’inventaire des zones naturelles d'intérêt écologique, faunistique et floristique (ZNIEFF) a pour objectif de réaliser une couverture des zones les plus intéressantes sur le plan écologique, essentiellement dans la perspective d’améliorer la connaissance du patrimoine naturel national et de fournir aux différents décideurs un outil d’aide à la prise en compte de l’environnement dans l’aménagement du territoire.
Le territoire communal de Fondamente comprend trois ZNIEFF de type 1, : 
- le « Bois de Pente de Saint-véran » (224,8 ha), couvrant 2 communes du département[19] ;
- les « Corniches de Cornus et de Saint-Beaulize » (312,8 ha), couvrant 3 communes du département[20] ;
- le « Plateau de Guilhaumard et corniches sud » (4 068 ha), couvrant 5 communes dont 3 dans l'Aveyron et 2 dans l'Hérault[21]

et deux ZNIEFF de type 2, : 
- le « Causse du Larzac » (50 424 ha), qui s'étend sur 23 communes dont 21 dans l'Aveyron et 2 dans l'Hérault[22];
- le « Rougier de Camarès » (56 714 ha), qui s'étend sur 33 communes dont 32 dans l'Aveyron et 1 dans l'Hérault[23].

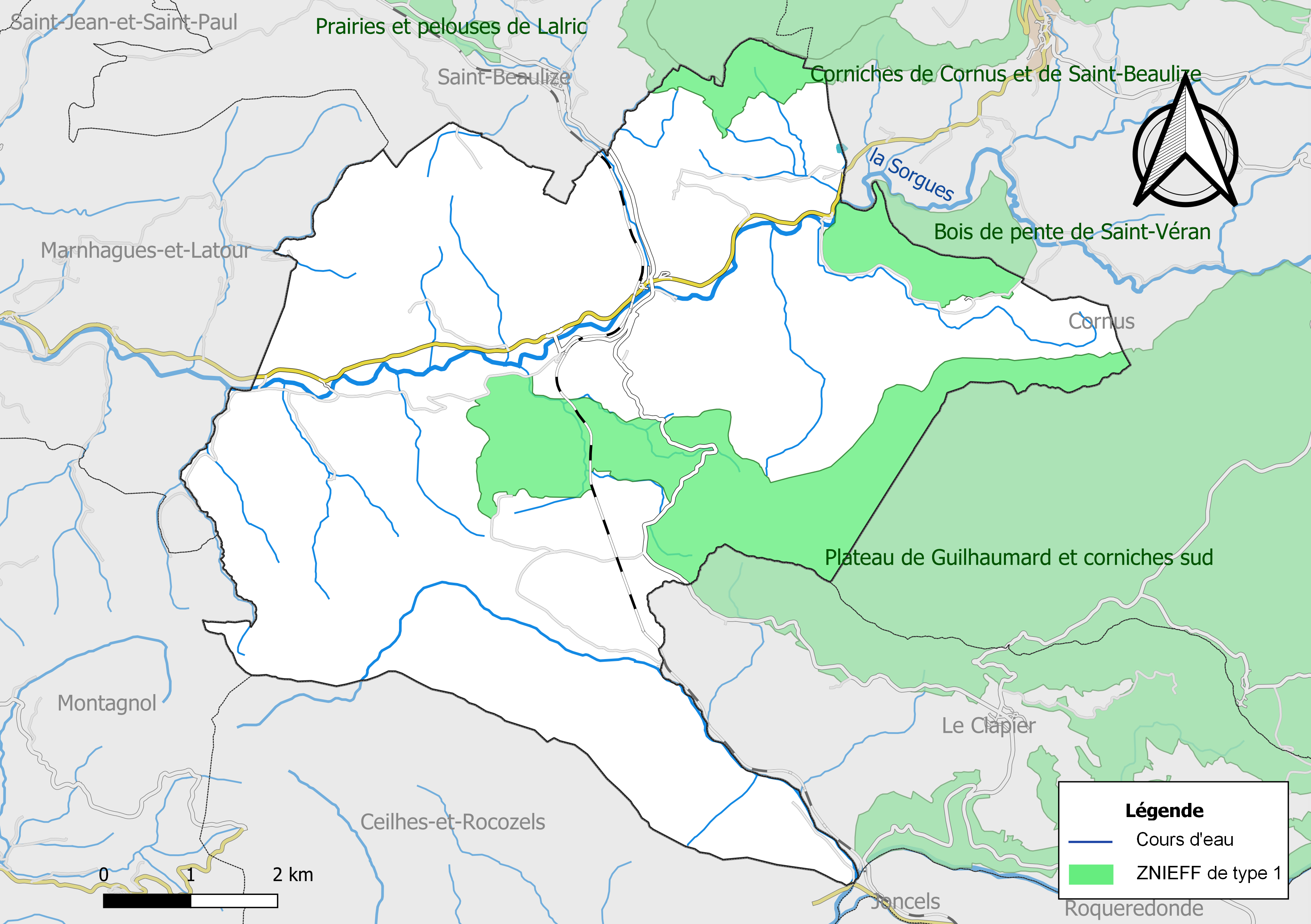
Carte des ZNIEFF de type 1 de la commune.
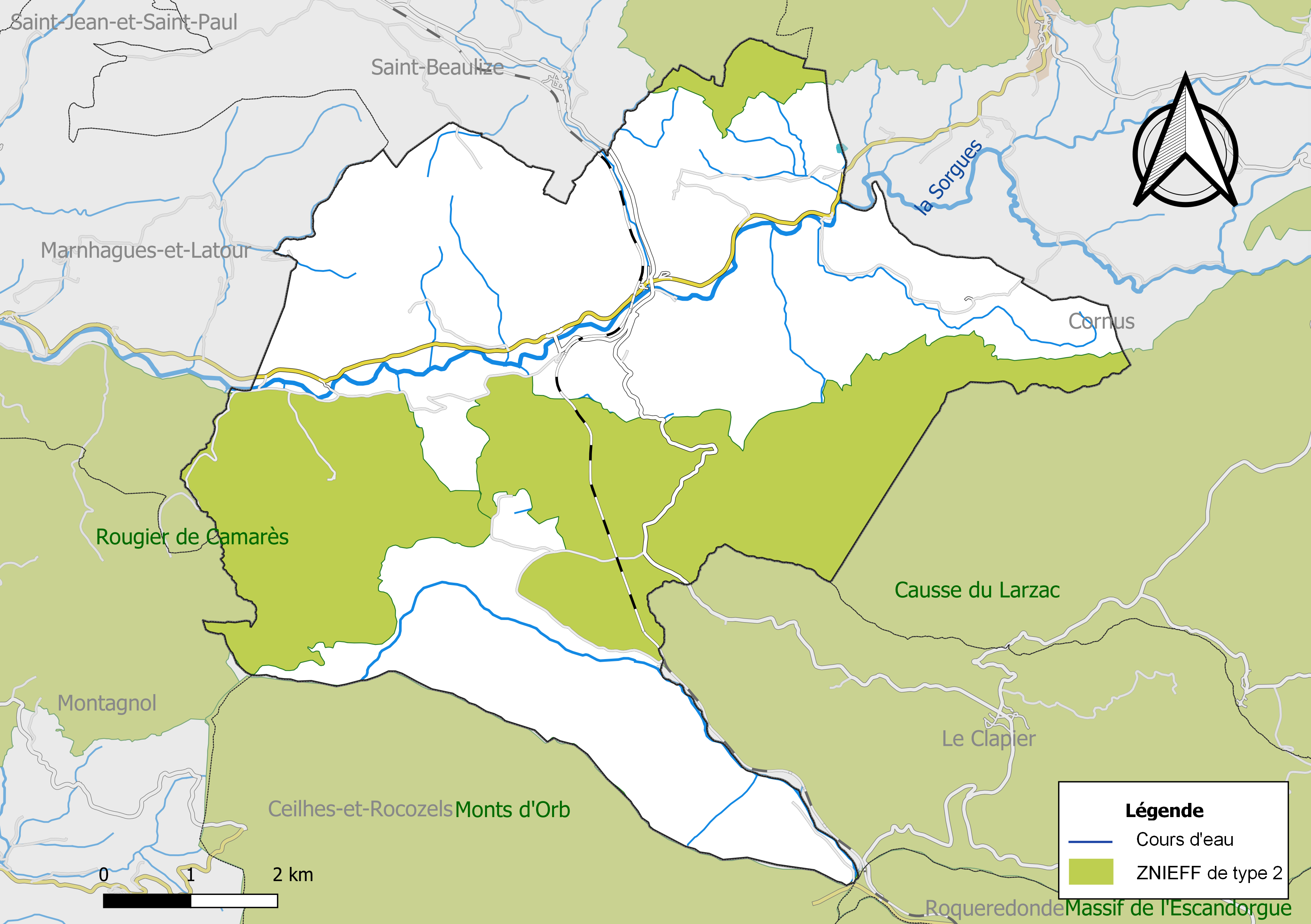
Carte des ZNIEFF de type 2 de la commune.

## Urbanisme

### Typologie
Au 1er janvier 2024, Fondamente est catégorisée commune rurale à habitat très dispersé, selon la nouvelle grille communale de densité à 7 niveaux définie par l'Insee en 2022.
Elle est située hors unité urbaine et hors attraction des villes,.

### Occupation des sols

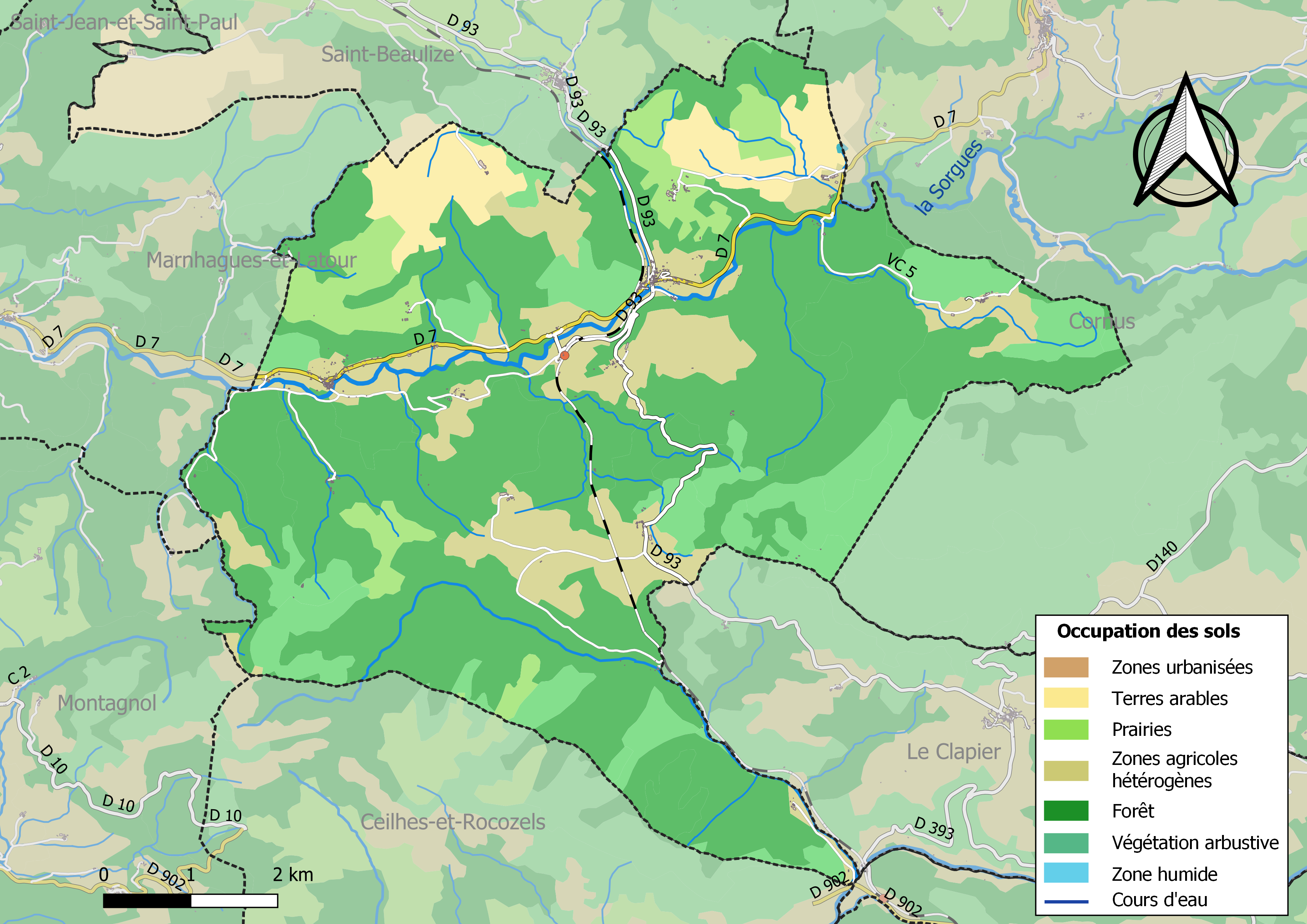
Infrastructures et occupation des sols de la commune de Fondamente.

L'occupation des sols de la commune, telle qu'elle ressort de la base de données européenne d’occupation biophysique des sols Corine Land Cover (CLC), est marquée par l'importance des forêts et milieux semi-naturels (73,6 % en 2018), en augmentation par rapport à 1990 (72,2 %). La répartition détaillée en 2018 est la suivante : 
forêts (54,4 %), milieux à végétation arbustive et/ou herbacée (19,1 %), zones agricoles hétérogènes (14,6 %), prairies (6,3 %), terres arables (5,5 %).

### Planification
La loi SRU du 13 décembre 2000 a incité fortement les communes à se regrouper au sein d’un établissement public, pour déterminer les partis d’aménagement de l’espace au sein d’un SCoT, un document essentiel d’orientation stratégique des politiques publiques à une grande échelle. La commune est dans le territoire du SCoT du Parc naturel régional des Grands Causses, approuvé le vendredi 7 juillet 2017 par le comité syndical et mis à l’enquête publique en décembre 2019. La structure porteuse est le Pôle d'équilibre territorial et rural du PNR des Grands Causses, qui associe huit communautés de communes, notamment la communauté de communes Larzac et Vallées, dont la commune est membre.
La commune disposait en 2017 d'une carte communale approuvée et un plan local d'urbanisme était en élaboration.

### Risques majeurs
Le territoire de la commune de Fondamente est vulnérable à différents aléas naturels : inondations, climatiques (hiver exceptionnel ou canicule), feux de forêts et séisme (sismicité très faible).
Il est également exposé à un risque technologique, le transport de matières dangereuses, et à deux risques particuliers, les risques radon et minier,.

#### Risques naturels

Zones inondables de la commune de Fondamente.

Certaines parties du territoire communal sont susceptibles d’être affectées par le risque d’inondation par débordement de la Sorgues. Les dernières grandes crues historiques, ayant touché plusieurs parties du département, remontent aux 3 et 4 décembre 2003 (dans le bassin du Lot, de l'Aveyron, du Viaur et du Tarn) et au 28 novembre 2014 (bassins de la Sorgues et du Dourdou). Ce risque est pris en compte dans l'aménagement du territoire de la commune par le biais du Plan de prévention du risque inondation (PPRI) du bassin du bassin de la « Sorgues et du Dourdou de Camarès aval », approuvé le 23 mai 2017.
Le Plan départemental de protection des forêts contre les incendies découpe le département de l’Aveyron en sept « bassins de risque » et définit une sensibilité des communes à l’aléa feux de forêt (de faible à très forte). La commune est classée en sensibilité forte.
Les mouvements de terrains susceptibles de se produire sur la commune sont liés à la présence de cavités souterraines localisées sur la commune,.

#### Risques technologiques
Le risque de transport de matières dangereuses sur la commune est lié à sa traversée par une canalisation de transport de gaz. Un accident se produisant sur une telle infrastructure est en effet susceptible d’avoir des effets graves au bâti ou aux personnes jusqu’à 350 m, selon la nature du matériau transporté. Des dispositions d’urbanisme peuvent être préconisées en conséquence.

#### Risques particuliers
La commune est concernée par le risque minier, principalement lié à l’évolution des cavités souterraines laissées à l’abandon et sans entretien après l’exploitation des mines.
Dans plusieurs parties du territoire national, le radon, accumulé dans certains logements ou autres locaux, peut constituer une source significative d’exposition de la population aux rayonnements ionisants. Toutes les communes du département sont concernées par le risque radon à un niveau plus ou moins élevé. Selon le dossier départemental des risques majeurs du département établi en 2013, la commune de Fondamente est classée à risque moyen à élevé. Un décret du 4 juin 2018 a modifié la terminologie du zonage définie dans le code de la santé publique et a été complété par un arrêté du 27 juin 2018 portant délimitation des zones à potentiel radon du territoire français. La commune est désormais en zone 3, à savoir zone à potentiel radon significatif.

## Histoire
Jusqu'en 1987, la commune portait le nom de Montpaon. Montpaon est un hameau voisin bâti autour d'un château médiéval, aujourd'hui en ruines.

## Politique et administration

### Découpage territorial
La commune de Fondamente est membre de la communauté de communes Larzac et Vallées, un établissement public de coopération intercommunale (EPCI) à fiscalité propre créé le 13 décembre 2004 dont le siège est à Cornus. Ce dernier est par ailleurs membre d'autres groupements intercommunaux.
Sur le plan administratif, elle est rattachée à l'arrondissement de Millau, au département de l'Aveyron et à la région Occitanie. Sur le plan électoral, elle dépend du  canton des Causses-Rougiers pour l'élection des conseillers départementaux, depuis le redécoupage cantonal de 2014 entré en vigueur en 2015, et de la troisième circonscription de l'Aveyron  pour les élections législatives, depuis le dernier découpage électoral de 2010.

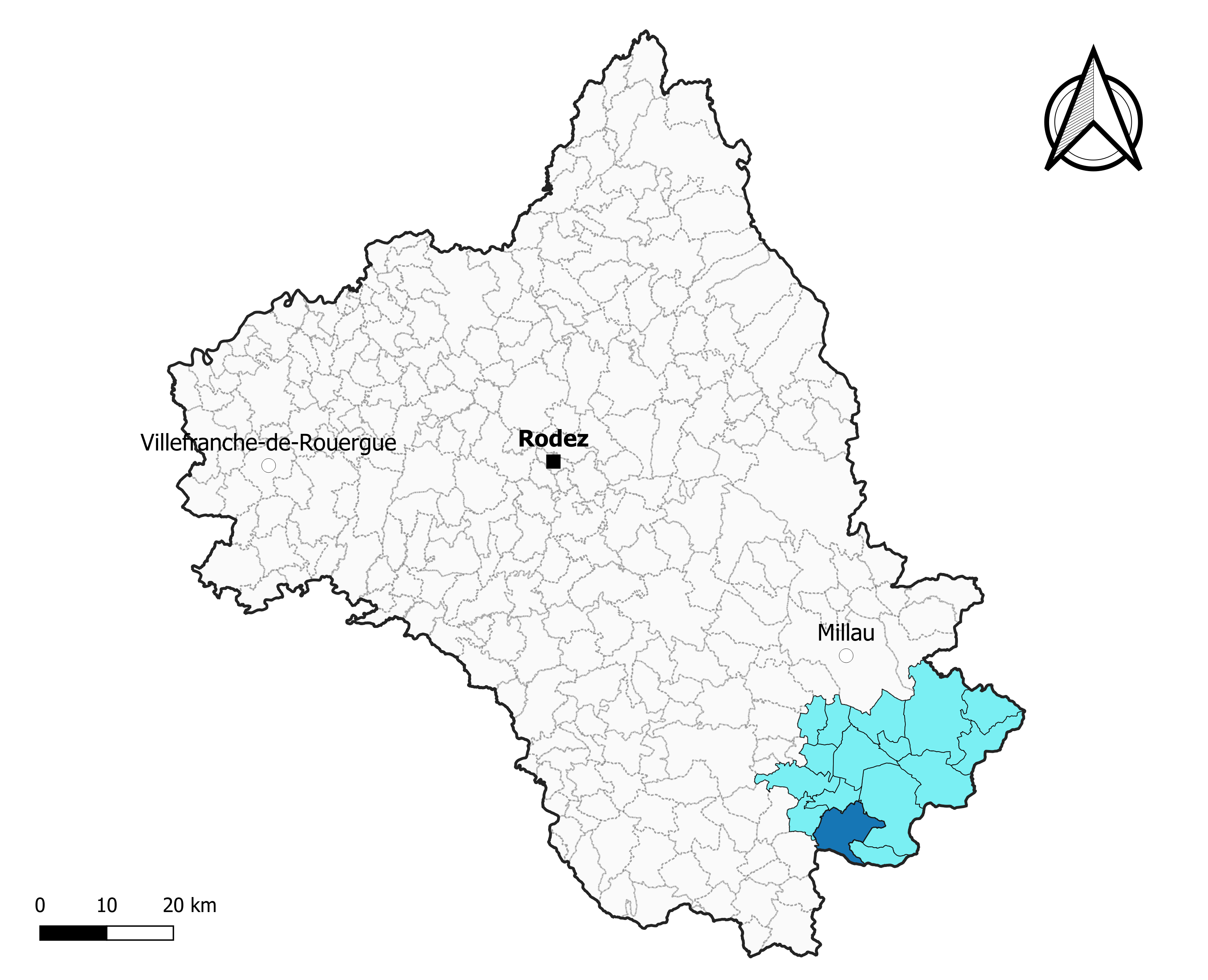
Fondamente dans l'intercommunalité en 2020.
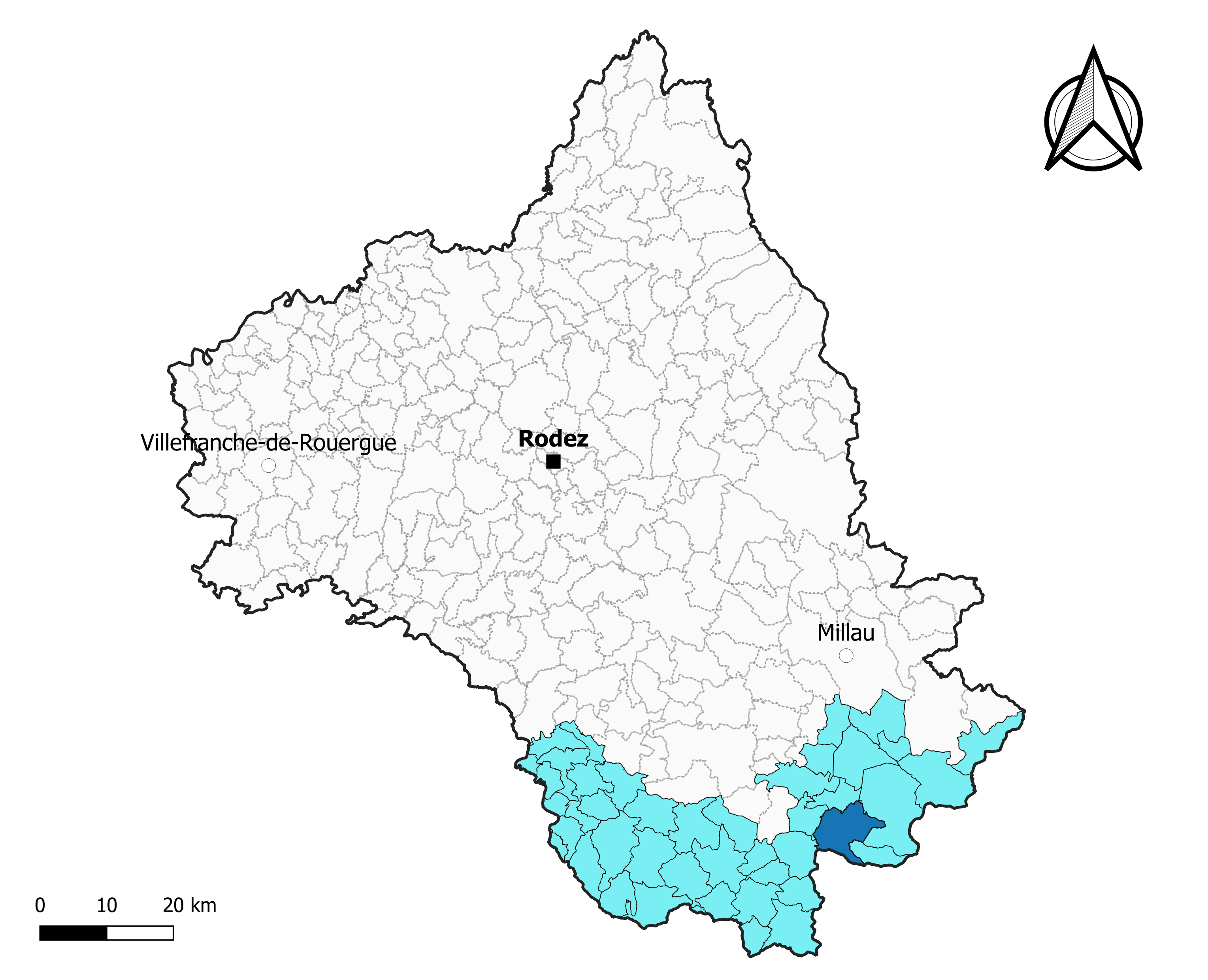
Fondamente dans le canton des Causses-Rougiers en 2020.
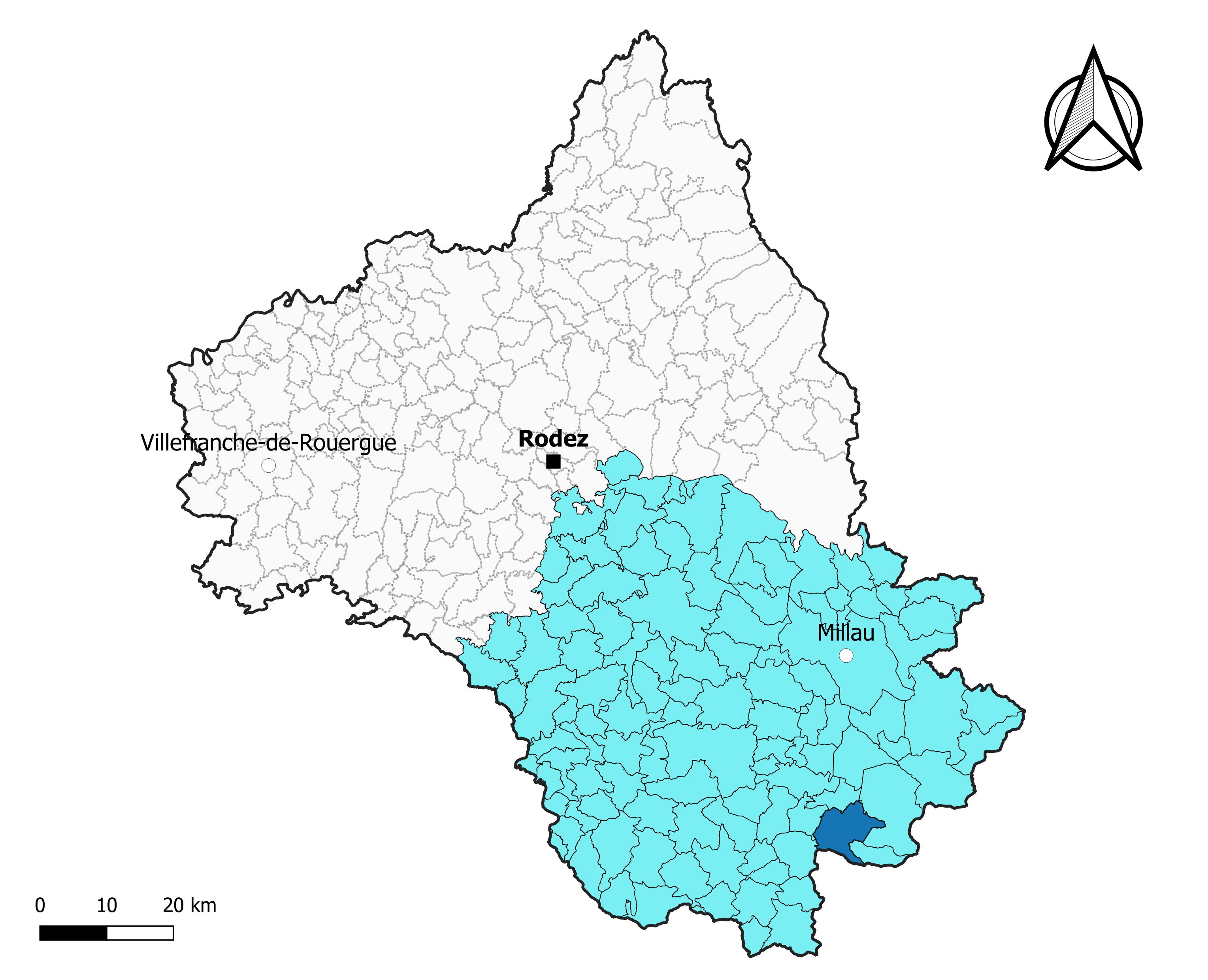
Fondamente dans l'arrondissement de Millau en 2020.

### Élections municipales et communautaires

#### Élections de 2020
Le conseil municipal de Fondamente, commune de moins de 1 000 habitants, est élu au scrutin majoritaire plurinominal à deux tours avec candidatures isolées ou groupées et possibilité de panachage. Compte tenu de la population communale, le nombre de sièges à pourvoir lors des élections municipales de 2020 est de 11. Sur les vingt-deux candidats en lice, dix  sont élus dès le premier tour, le 15 mars 2020, avec un taux de participation de 78,45 %. Le dernier  conseiller restant à élire est élu au second tour, qui se tient le 28 juin 2020 du fait de la pandémie de Covid-19, avec un taux de participation de 73,4 %.
Martine Rodriguez est élue nouvelle maire de la commune le 3 juillet 2020.
Dans les communes de moins de 1 000 habitants, les conseillers communautaires sont désignés parmi les conseillers municipaux élus en suivant l’ordre du tableau (maire, adjoints puis conseillers municipaux) et dans la limite du nombre de sièges attribués à la commune au sein du conseil communautaire. Un siège est attribué à la commune au sein de la communauté de communes Larzac et Vallées.

#### Liste des maires
| Période      | Période      | Identité                    | Étiquette | Qualité                                                                              |
| ------------ | ------------ | --------------------------- | --------- | ------------------------------------------------------------------------------------ |
| 1790         | 1799         | Jean Joseph PEYRE           |           |                                                                                      |
| 1799         | 1810         | Guilhaume CASTEL            |           |                                                                                      |
| 1810         | 1816         | Jean Joseph PEYRE-FABREGUES |           |                                                                                      |
| 1816         | 1830         | Philippe ROUCAYROL          |           |                                                                                      |
| 1830         | 1831         | Jean Joseph PEYRE-FABREGUES |           |                                                                                      |
| 1831         | 1832         | Paul Elie VERDEIL           |           |                                                                                      |
| 1832         | 1845         | Jean GALZIN                 |           |                                                                                      |
| 1845         | 1848         | Justin FOISSAC              |           |                                                                                      |
| 1848         | 1852         | Victor FAUJAUD              |           |                                                                                      |
| 1852         | 1856         | Louis LEBROU                |           |                                                                                      |
| 1856         | 1865         | Auguste MARAVAL             |           |                                                                                      |
| 1865         | 1870         | Auguste BOYER               |           |                                                                                      |
| 1870         | 1877         | Jean CARAMEL                |           |                                                                                      |
| 1877         | 1878         | Victor PEYRE                |           |                                                                                      |
| 1878         | 1879         | Bernard BOUDENNE            |           |                                                                                      |
| 1879         | 1884         | Jean CARAMEL                |           |                                                                                      |
| 1884         | 1890         | Auguste BOYER               |           |                                                                                      |
| 1890         | 1896         | Gervais BOUDENNE            |           |                                                                                      |
| 1896         | 1900         | Marc Auguste BOSC           |           |                                                                                      |
| 1900         | 1908         | Eugène CARAMEL              |           |                                                                                      |
| 1908         | 1909         | Jules FILLIET               |           |                                                                                      |
| 1909         | 1914         | Eugène CARAMEL              |           |                                                                                      |
| 1914         | 1935         | Henri FILLIET               |           |                                                                                      |
| 1935         | 1943         | Henri AUSTRUY               |           |                                                                                      |
| 1943         | 1944         | Elie BENOIT                 |           |                                                                                      |
| 1944         | 1947         | Léon BALLUS                 |           | Président de la Délégation spéciale                                                  |
| 1947         | 1953         | Julien MIGAYROU             |           |                                                                                      |
| 1953         | 1961         | Pierre AUSED                |           |                                                                                      |
| 1961         | 1965         | Jules SAUSSOL               |           |                                                                                      |
| 1965         | 1971         | Jean CROS                   |           |                                                                                      |
| 1971         | 1983         | Louis FILLIET               |           |                                                                                      |
| 1983         | 2008         | Robert BESSIERE             |           |                                                                                      |
| 2008         | 2014         | Gérard AYOT                 | DVD       | Retraité                                                                             |
| mars 2014    | juillet 2020 | Gérard Ayot                 |           | Retraité des artisans, commerçants et chefs d'entreprise (75 ans lors de l'élection) |
| juillet 2020 | En cours     | Martine Rodriguez,          |           | Ancienne cadre (67 ans lors de l'élection)                                           |

## Démographie
L'évolution du nombre d'habitants est connue à travers les recensements de la population effectués dans la commune depuis 1793. Pour les communes de moins de 10 000 habitants, une enquête de recensement portant sur toute la population est réalisée tous les cinq ans, les populations de référence des années intermédiaires étant quant à elles estimées par interpolation ou extrapolation. Pour la commune, le premier recensement exhaustif entrant dans le cadre du nouveau dispositif a été réalisé en 2004.

En 2022, la commune comptait 335 habitants, en évolution de +3,4 % par rapport à 2016 (Aveyron : +0,37 %, France hors Mayotte : +2,11 %).
| 1793 | 1800  | 1806  | 1821  | 1831  | 1836  | 1841  | 1846  | 1851  |
| ---- | ----- | ----- | ----- | ----- | ----- | ----- | ----- | ----- |
| 892  | 1 065 | 2 269 | 1 814 | 2 102 | 2 073 | 1 931 | 1 454 | 1 452 |

| 1856  | 1861  | 1866  | 1872  | 1876  | 1881 | 1886 | 1891 | 1896 |
| ----- | ----- | ----- | ----- | ----- | ---- | ---- | ---- | ---- |
| 1 320 | 1 415 | 1 506 | 1 962 | 1 478 | 932  | 939  | 922  | 820  |

| 1901 | 1906 | 1911 | 1921 | 1926 | 1931 | 1936 | 1946 | 1954 |
| ---- | ---- | ---- | ---- | ---- | ---- | ---- | ---- | ---- |
| 761  | 719  | 690  | 661  | 590  | 561  | 543  | 492  | 458  |

| 1962 | 1968 | 1975 | 1982 | 1990 | 1999 | 2004 | 2006 | 2009 |
| ---- | ---- | ---- | ---- | ---- | ---- | ---- | ---- | ---- |
| 442  | 361  | 302  | 295  | 316  | 303  | 294  | 277  | 308  |

| 2014 | 2019 | 2022 | - | - | - | - | - | - |
| ---- | ---- | ---- | - | - | - | - | - | - |
| 328  | 334  | 335  | - | - | - | - | - | - |

## Économie

### Revenus
En 2018 (données Insee publiées en septembre 2021), la commune compte 139 ménages fiscaux, regroupant 292 personnes. La médiane du revenu disponible par unité de consommation est de 18 740 € (20 640 € dans le département).

### Emploi
| Division       | 2008  | 2013  | 2018  |
| -------------- | ----- | ----- | ----- |
| Commune        | 4,5 % | 8,2 % | 6,7 % |
| Département    | 5,4 % | 7,1 % | 7,1 % |
| France entière | 8,3 % | 10 %  | 10 %  |

En 2018, la population âgée de 15 à 64 ans s'élève à 191 personnes, parmi lesquelles on compte 74,6 % d'actifs (67,9 % ayant un emploi et 6,7 % de chômeurs) et 25,4 % d'inactifs,. Depuis 2008, le taux de chômage communal (au sens du recensement) des 15-64 ans est inférieur à celui de la France et du département.
La commune est hors attraction des villes,. Elle compte 86 emplois en 2018, contre 79 en 2013 et 85 en 2008. Le nombre d'actifs ayant un emploi résidant dans la commune est de 136, soit un indicateur de concentration d'emploi de 63,6 % et un taux d'activité parmi les 15 ans ou plus de 49,7 %.
Sur ces 136 actifs de 15 ans ou plus ayant un emploi, 62 travaillent dans la commune, soit 46 % des habitants. Pour se rendre au travail, 68,6 % des habitants utilisent un véhicule personnel ou de fonction à quatre roues, 3,6 % les transports en commun, 13,1 % s'y rendent en deux-roues, à vélo ou à pied et 14,6 % n'ont pas besoin de transport (travail au domicile).

### Activités hors agriculture

#### Secteurs d'activités
38 établissements sont implantés  à Fondamente au 31 décembre 2019. Le tableau ci-dessous en détaille le nombre par secteur d'activité et compare les ratios avec ceux du département,.
| Secteur d'activité                                                                                        | Commune | Commune | Département |
| Secteur d'activité                                                                                        | Nombre  | %       | %           |
| --- | ------- | ------- | ----------- |
| Ensemble                                                                                                  | 38      |         |             |
| Industrie manufacturière, industries extractives et autres                                                | 16      | 42,1 %  | (17,7 %)    |
| Construction                                                                                              | 3       | 7,9 %   | (13 %)      |
| Commerce de gros et de détail, transports, hébergement et restauration                                    | 9       | 23,7 %  | (27,5 %)    |
| Activités spécialisées, scientifiques et techniques et activités de services administratifs et de soutien | 6       | 15,8 %  | (12,4 %)    |
| Administration publique, enseignement, santé humaine et action sociale                                    | 2       | 5,3 %   | (12,7 %)    |
| Autres activités de services                                                                              | 2       | 5,3 %   | (7,8 %)     |

Le secteur de l'industrie manufacturière, des industries extractives et autres est prépondérant sur la commune puisqu'il représente 42,1 % du nombre total d'établissements de la commune (16 sur les 38 entreprises implantées à Fondamente), contre 17,7 % au niveau départemental.

### Agriculture, artisanat et commerce en 1913
- Agriculteurs : A. BOYER - Ch. GOT – B. TRINQUIER – Ch. VALLAT
- Boucher : LAURES
- Boulanger : CAUMES
- Boulanger- épicier : BARASCUD
- Cafetiers : FOULQUIER - PARDAILHE
- Cafetier- hôtel : BALDY
- Carton (fabr. de) : CRISTOL
- Cordonniers : G. BOUDENNE – P. BOUDONNE
- Épiciers-merciers : BESSIERE – RIFFES
- Hongreur : H. FILLIET
- Maçon (entrepr.) : BESSIERE
- Maréchaux-forgerons : H. GAZIN – J. TABARIES
- Menuisiers : BESSIERE – PASCAL
- Meunier : MOLINIER
- Scierie mécanique : C. CORCORAL
- Tailleur : BARRIERE
- Tourneur sur bois : MOLINIER[58]

### Agriculture
La commune est dans les Grands Causses, une petite région agricole occupant le sud-est du département de l'Aveyron. En 2020, l'orientation technico-économique de l'agriculture  sur la commune est l'élevage d'ovins ou de caprins.
|               | 1988  | 2000  | 2010  | 2020  |
| ------------- | ----- | ----- | ----- | ----- |
| Exploitations | 21    | 18    | 15    | 14    |
| SAU (ha)      | 2 672 | 2 671 | 1 955 | 2 311 |

Le nombre d'exploitations agricoles en activité et ayant leur siège dans la commune est passé de 21 lors du recensement agricole de 1988  à 18 en 2000 puis à 15 en 2010 et enfin à 14 en 2020, soit une baisse de 33 % en 32 ans. Le même mouvement est observé à l'échelle du département qui a perdu pendant cette période 51 % de ses exploitations,. La surface agricole utilisée sur la commune a également diminué, passant de 2 672 ha en 1988 à 2 311 ha en 2020. Parallèlement la surface agricole utilisée moyenne par exploitation a augmenté, passant de 127 à 165 ha.

## Culture locale et patrimoine

### Lieux et monuments
- Église Saint-Pierre de Fondamente, de style roman et datant du XIIe siècle.
- Église Saint-Maurice de Saint-Maurice-de-Sorgues.

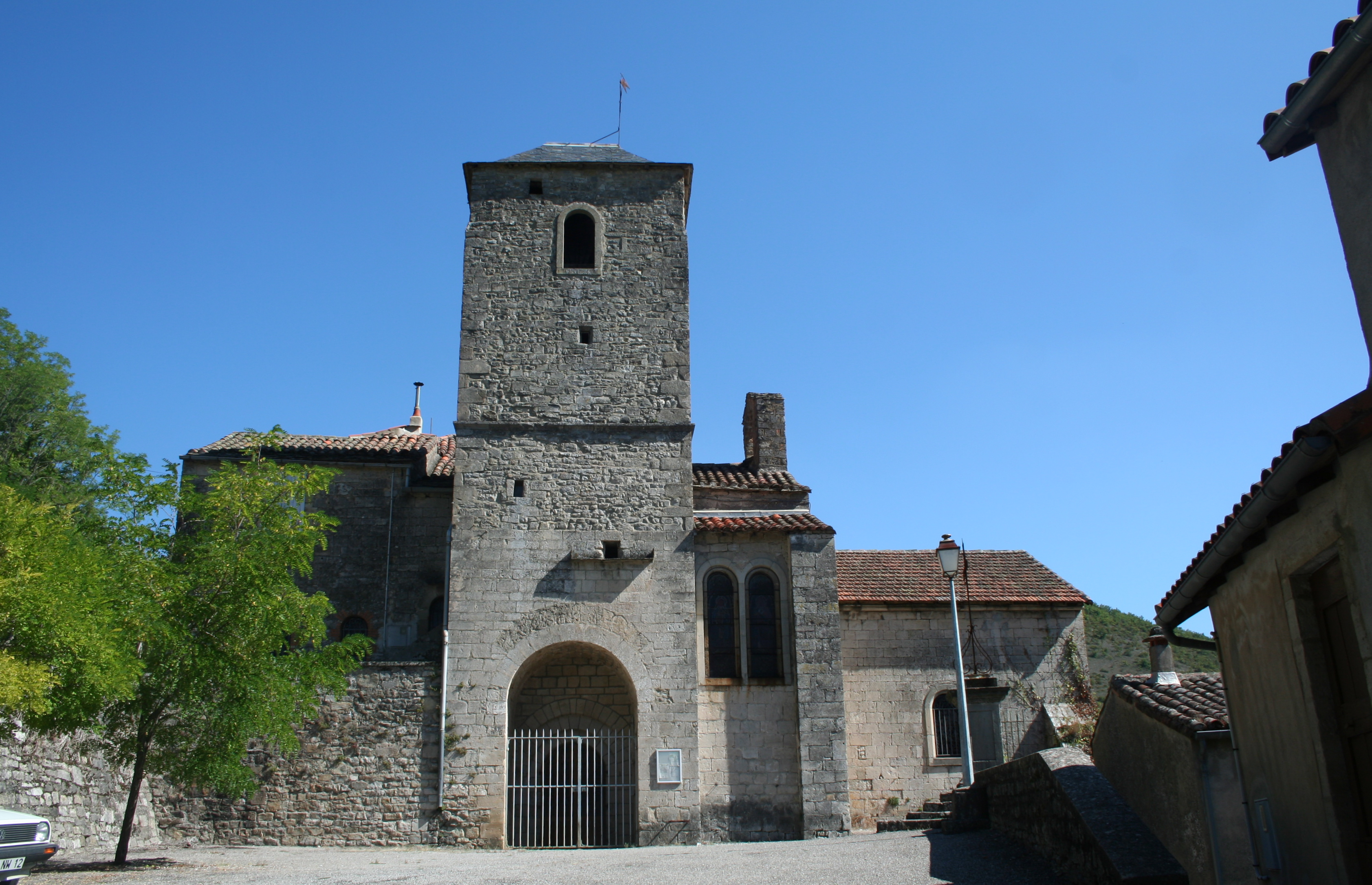
Église Saint-Pierre.
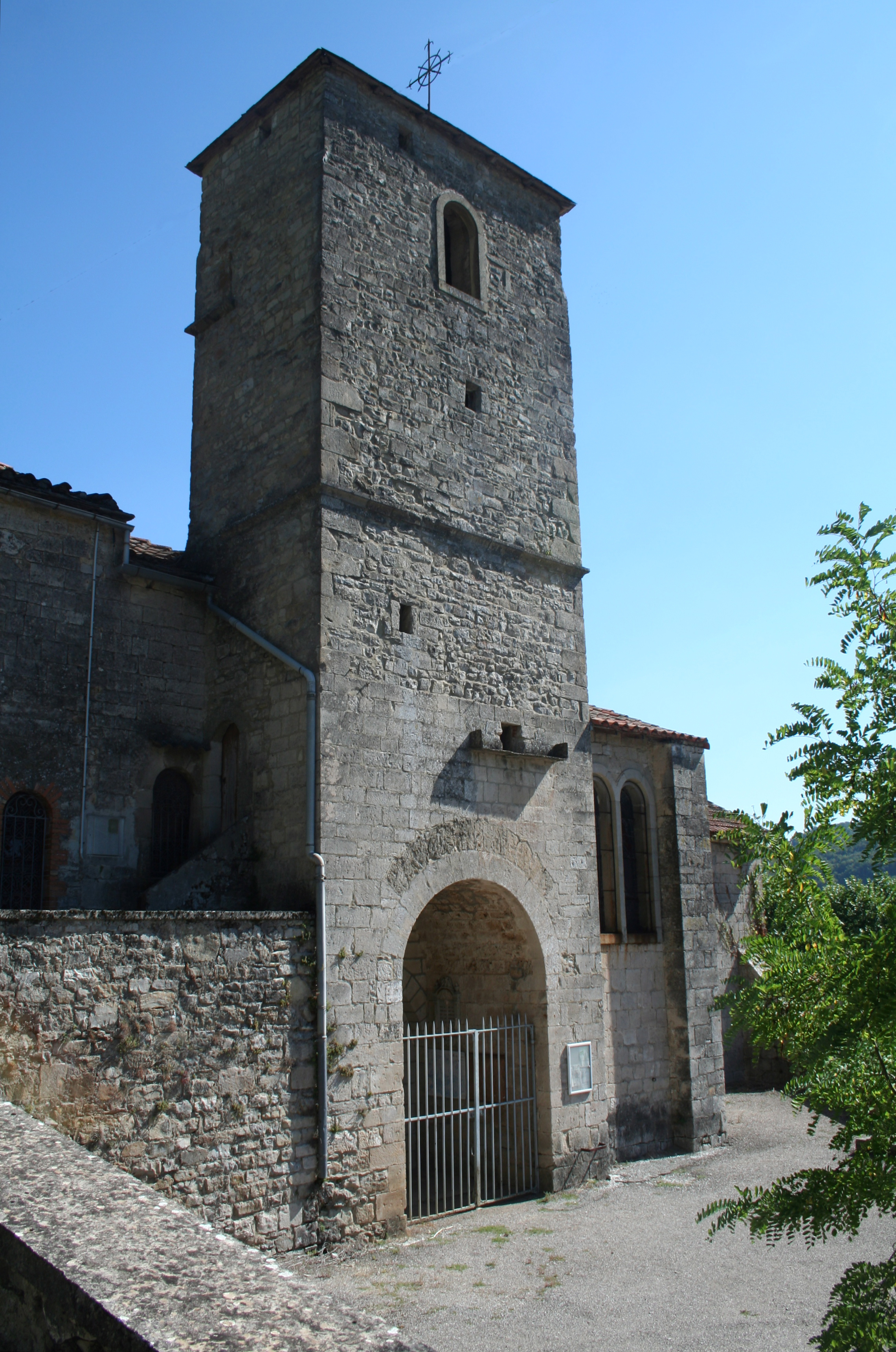
Le clocher.
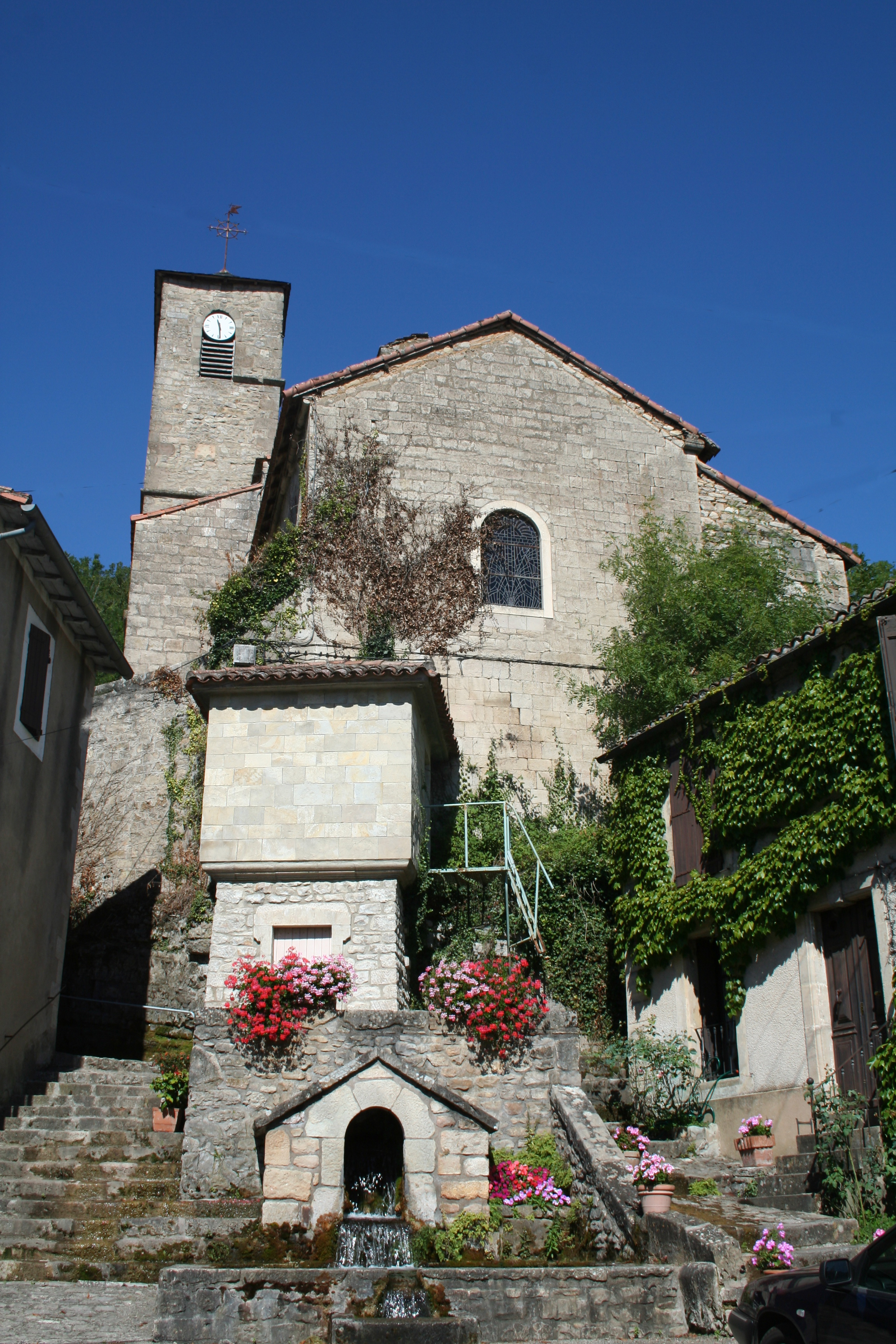
L'église et la fontaine.

- Vieux pont de Saint-Maurice-de-Sorgues  Inscrit MH (1969)[63] de la fin du XVIIIe siècle.

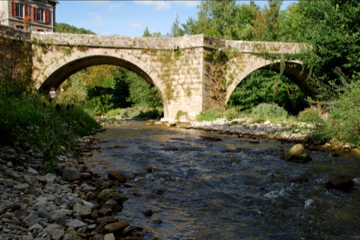
Saint-Maurice-de-Sorgues, le vieux pont.
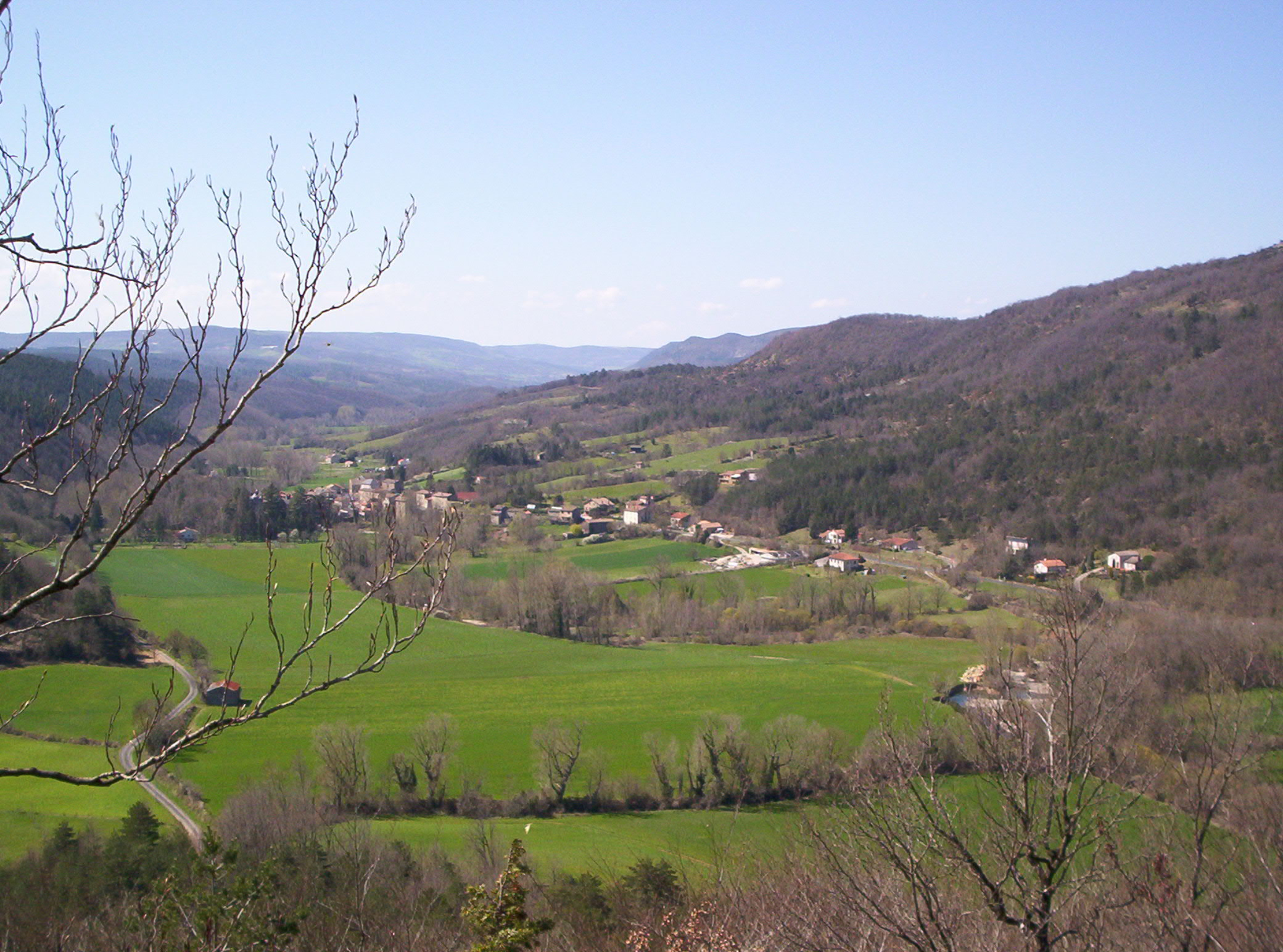
Saint-Maurice-de-Sorgues, le village

### Personnalités liées à la commune
Zaz (née en 1980) : en 2007, la ville de Fondamente est mentionnée dans le clip de la chanson L’Aveyron 2 chantée par le groupe de rap Le 4P, auquel la chanteuse faisait partie.

### Héraldique
| Blason de Fondamente | Blason  | D'azur au paon d'or surmonté de trois étoiles d'argent rangées en chef.                                     |
| Blason de Fondamente | Détails | * Il y a là non-respect de la règle de contrariété des couleurs : ces armes sont fautives (sable sur azur). |